# 劉夏 (帯方太守)
劉 夏（りゅう か、生没年不詳）は、238年に卑弥呼がはじめて帯方郡に献使を送ったときの帯方太守。後漢の劉愷の末裔とされ、一族に楽浪太守劉茂など。

## 概略
彭城郡彭城県叢亭里の人。
戦時下にあった遼東半島を通過することを案じた劉夏は、倭国の使者で大夫の難升米らに護衛のための兵と案内役をつけて、魏の都の洛陽まで送り届けた。